# Jan Deloof
Jan Deloof (Zwevegem, 7 mei 1930) is een Vlaams schrijver.

## Levensloop
Jan Deloof is een zoon van een magazijnier in sanitaire toestellen en een naaister. Hij volbracht zijn middelbare studies aan het Sint-Amandscollege in Kortrijk (1943-1949). Hij trad in dienst bij de toenmalige Bank van Brussel in 1950, maar ging in januari 1964 over naar de Zwevegemse staaldraadfabrikant Bekaert, waar hij o.a. werkte als opleider en eindigde als secretaris van het directiecomité.  Hij ging in januari 1990  met pensioen.
Hij was anderzijds literair actief en legde zich vooral toe op poëzie en verhalen. Hij behoorde tot de redactie van de tijdschriften Ons Erfdeel, Septentrion en Kruispunt, schreef over de Zuid-Afrikaanse letterkunde en publiceerde vertalingen uit het Bretons.
Een derde gebied waarop hij bedrijvig was, was  de geschiedenis van Bekaert en Zwevegem, met aandacht voor wat er gebeurde tijdens de twee wereldoorlogen.

## Publicaties
- Staalkaart, verhalen en verzen, 1961.
- Recitatief voor en van twee stemmen, poëzie, samen met zijn broer Giovan,1965.
- Zwarte Pelgrim, vertaling van het Zuid-Afrikaans Swart Pilgrim, 1967.
- Breizh-Izel, het oude land der Kelten, historiek, 1969.
- Maar nog zingt Bretanje, poëzie, vertaald uit het Bretoens, 1969.
- Lerende zien, poëzie, 1977.
- Te Gernika gelezen, poëzie, vertaald uit het Baskisch, samen met Bob De Nijs, 1978.
- De Tijd is veel veranderd, kroniek van 100 jaar in en om Bekaert en Zwevegem, 1979.
- Bretanje is weer poëzie, poëzie, vertaald uit het Bretoens, 1981.
- Voor een Stem in het koor, poëzie, vertaald uit het Bretoens, 1990.
- N'em eus lec'h all ebet/Ik heb geen ander land, poëzie, vertaald uit het Bretoens, 1998.
- In etappengebied Zwevegem 14-18, oorlogsverhalen, 2014.
- Ik heb geen ander land, poëzie, vertaald uit het Bretoens, 2017.
- Onze oorlog - Herinneringen aan 1940-1945 in Zwevegem, 2020.
- Wat achterblijft, aforismen, verzen en verhalen, 2022.